# Dave Valentin

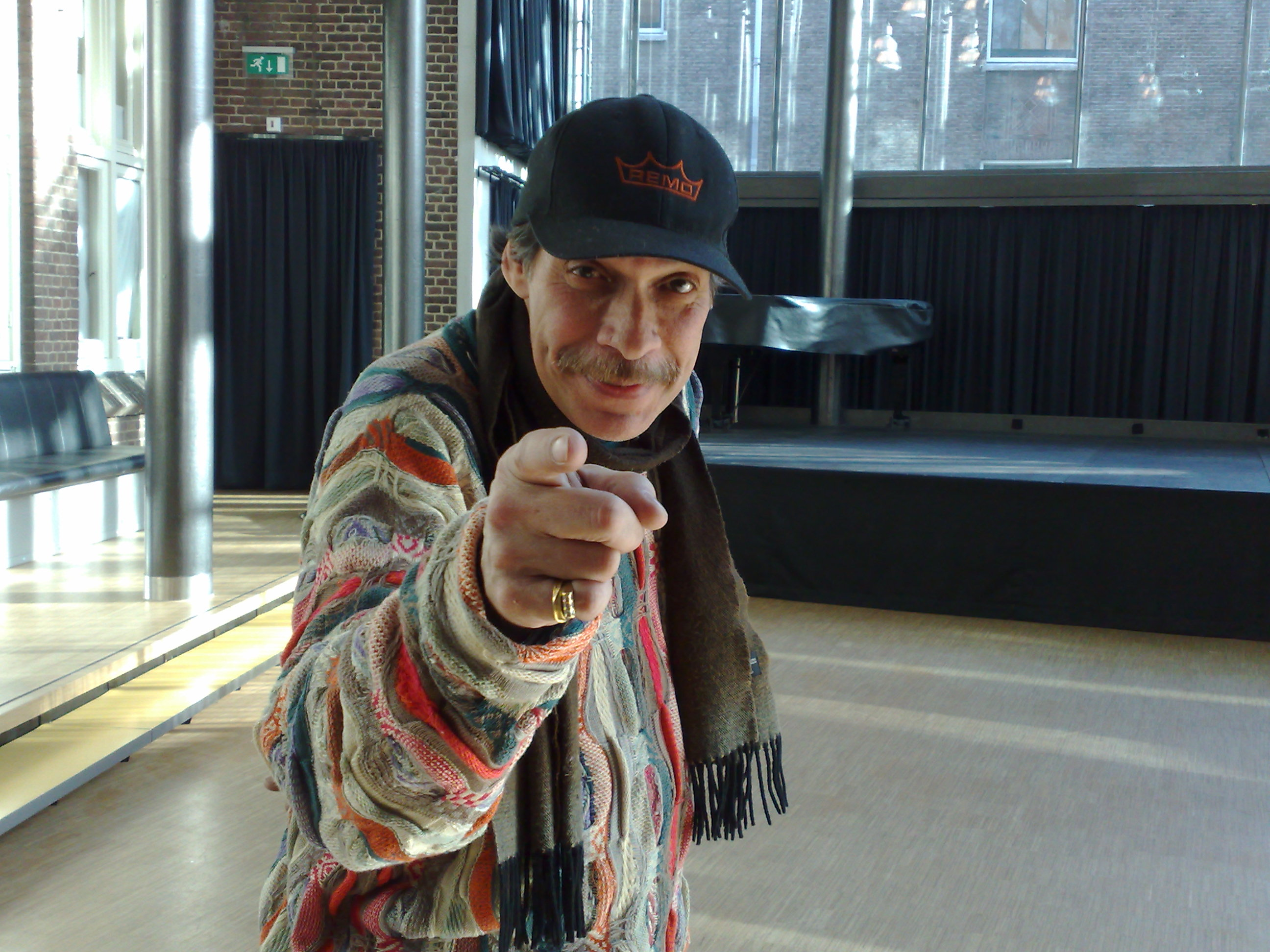
Dave Valentin im World Music and Dance Centre, März 2008

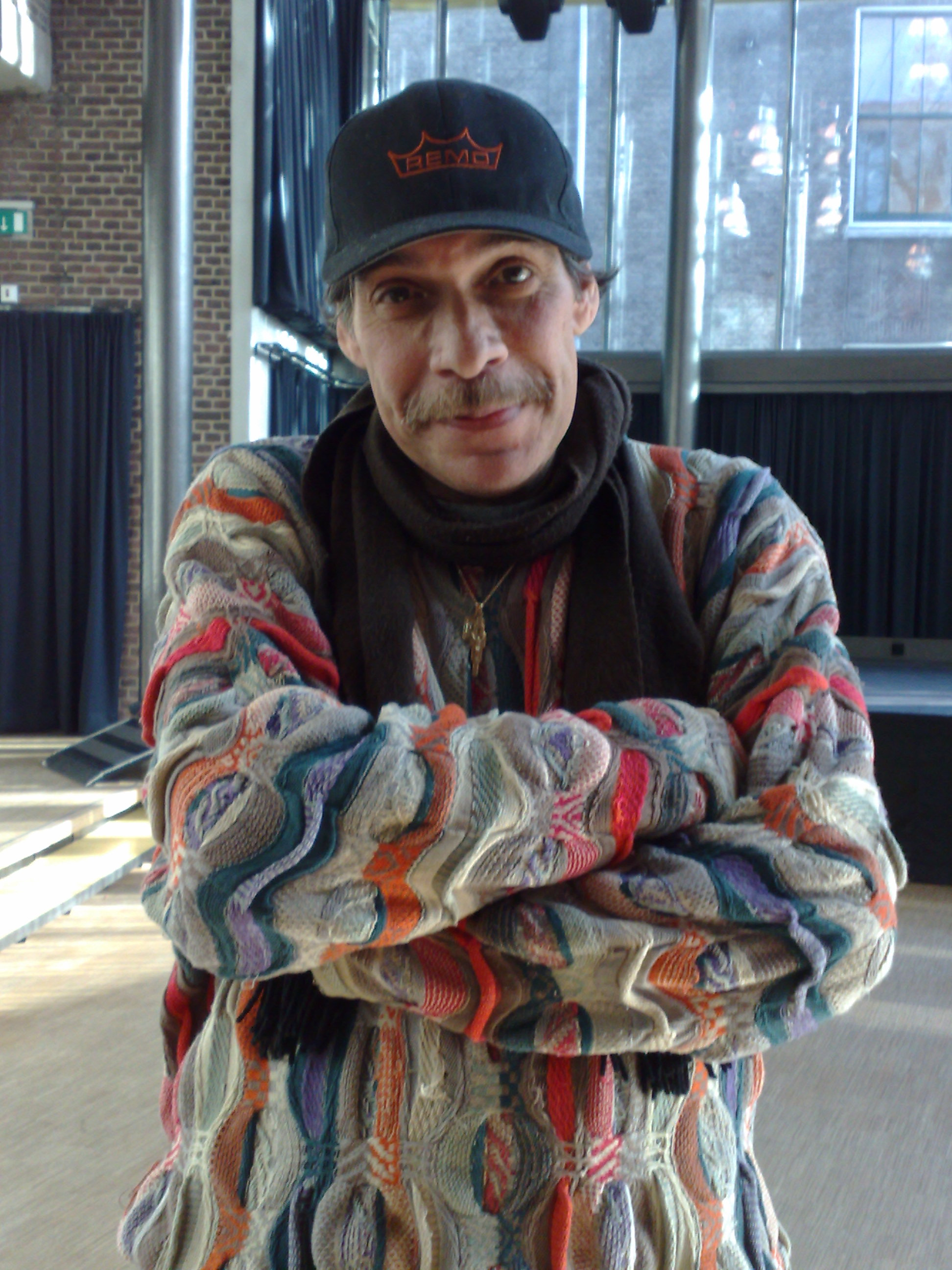
Dave Valentin im WMDC, März 2008

David Joseph Valentin (* 29. April 1952 in Bronx, New York City; † 8. März 2017 ebenda) war ein US-amerikanischer Latin-Jazz-Flötist.

## Leben und Wirken
Im Alter von neun Jahren lernte Valentin, dessen Eltern aus Puerto Rico stammen, Bongos und Congas spielen und spielte bereits als Zwölfjähriger in den New Yorker Latin Clubs. Erst mit 18 Jahren begann er Querflöte zu lernen. Sein Flötenlehrer, Hubert Laws, riet ihm wegen seines attraktiven Ansatzes auf der Flöte, nicht auch noch Saxophon zu lernen. Er studierte am Bronx Community College.
1977 war er an ersten Schallplattenaufnahmen beteiligt (mit der Gruppe von Ricardo Marrero). Die Produzenten Dave Grusin und Larry Rosen bauten ihn beim GRP-Label als in den USA populären Künstler auf. Valentin legte mehr als 15 Alben unter eigenem Namen vor, wobei er Pop-Musik, R&B, brasilianische Music und Latin Jazz kombinierte, um eine schlanke und eingängige Form von Crossover Jazz zu erzeugen. 2002 spielte er als Hauptsolist mit dem Caribbean Jazz Project das Album The Gathering ein, das 2003 mit dem Grammy Award for Best Latin Jazz Album ausgezeichnet wurde.
Der Dokumentarfilm Calle 54, der die Latin-Jazz-Szene in den USA zum Thema hatte, zeigte ihn bei einem Auftritt mit Tito Puente. Seine letzten Alben World on a String (2005) und Come Fly with Me (2006) erschienen bei Highnote. 2006 wurde er für den Latin Grammy Award nominiert. In seinem letzten Album Pure Imagination (2011) spielte er in Overdubtechnik fünf Flöten ein. Nach einem Schlaganfall 2012 konnte Valentin nicht mehr auftreten.

## Belege
1. ↑  Nate Chinen: Dave Valentin, Virtuoso Flutist with a Foundation in Latin-Jazz, Dies at 64. WBGO, 8. März 2017, abgerufen am 9. März 2017 (englisch).
2. ↑  Nachruf in JazzTimes
3. ↑  Tom Schnabel: Jazz & Latin Flutist Dave Valentin Suffers Stroke and Trying to Recover. Rhythmplanet auf KCRW-FM, 24. Mai 2012, abgerufen am 9. März 2017 (englisch).

| Personendaten    | Personendaten                                      |
| ---------------- | -------------------------------------------------- |
| NAME             | Valentin, Dave                                     |
| ALTERNATIVNAMEN  | Valentin, David Joseph                             |
| KURZBESCHREIBUNG | US-amerikanischer Latin-Jazzflötist                |
| GEBURTSDATUM     | 29. April 1952                                     |
| GEBURTSORT       | Bronx, New York City, New York, Vereinigte Staaten |
| STERBEDATUM      | 8. März 2017                                       |
| STERBEORT        | Bronx, New York City, New York, Vereinigte Staaten |